# Yūki Kaji
Yūki Kaji (jap. 梶 裕貴 Kaji Yūki; ur. 3 września 1985 w Tokio) – japoński seiyū i aktor, związany z agencją VIMS. Trzykrotny zwycięzca Seiyū Awards, dwukrotny zdobywca Anime Grand Prix i Tokyo Anime Award.

## Role
Wybrane role w anime:
A
- Accel World – Haruyuki Arita
- Ao no Exorcist – Konekomaru Miwa
- Aquarion Evol – Amata Sora
- Arslan senki – Książę Hilmes / „Srebrna Maska”
- Atak Tytanów – Eren Jaeger

B
- Bakugan: Młodzi wojownicy – Gus Grav
- Barakamon – Kōsuke Kanzaki

C
- C³ – Haruaki Yachi

D
- Danball Senki – Yuuya Haibara
- Deadman Wonderland – Yō Takami
- Diabolik Lovers – Kanato Sakamaki
- Diabolik Lovers: More Blood – Kanato Sakamaki
- Durarara!! – Walker Yumasaki

E
- Ensemble Stars – Isara Mao

F
- Fairy Tail – Lyon Vastia

H
- Haikyū!! – Kenma Kozume
- Hanasaku Iroha – Kōichi Tanemura
- Heike monogatari – Yoshitsune Minamoto
- Hentai ōji to warawanai neko – Yōto Yokodera
- High School DxD – Issei Hyodo

I
- Inazuma Eleven – Kazuya Ichinose, Fudō Akio, Sakisaka Satoru, Minamisawa Atsushi, Okita Souji
- Ixion Saga: Dimension Transfer – Variation

J
- JoJo’s Bizarre Adventure – Kōichi Hirose

K
- Kiznaiver – Katsuhira Agata
- Kuroshitsuji – Finnian

M
- Magi: The Labyrinth of Magic – Alibaba Saluja
- Miecz zabójcy demonów – Kimetsu no Yaiba – Sabito
- My Hero Academia – Akademia bohaterów – Shōto Todoroki

N
- Nazo no Kanojo X – Kouhei Ueno
- No. 6 – Shion
- Nobunaga Concerto – Oda Nobunaga
- Nobunaga the Fool – Toyotomi Hideyoshi
- Noragami – Yukine

O
- Ōsama Ranking - Daida
- One-Punch Man – Sonic
- Ookami-san to Shichinin no Nakamatachi – Saburō Nekomiya
- Otome Yōkai Zakuro – Ganryu Hanakiri
- Over Drive – Mikoto Shinozaki

P
- Pokémon – Clemont, Virgil

S
- SD Gundam Sangokuden Brave Battle Warriors – Ryuubi Gundam
- Servamp – Kuro
- Seven Deadly Sins – Meliodas
- Shin Sekai Yori – Satoru Asahina
- Star Driver: Kagayaki no Takuto – Takeo Takumi
- Stich! – Tonbo

Ś
- Ścieżki młodości – Kō Mabuchi
- Śmiech w chmurach – Soramaru Kumō

W
- Wotakoi. Miłość jest trudna dla otaku - Naoya Nifuji

Y
- Yozakura Quartet – Akina Hiizumi

Z
- Zetsuen no Tempest – The Civilization Blaster – Megumu Hanemura

## Nagrody
| Rok  | Ceremonia         | Kategoria                          | Postać                                                                   | Źródło |
| ---- | ----------------- | ---------------------------------- | ------------------------------------------------------------------------ | ------ |
| 2009 | Nagroda Seiyū     | Najlepsze objawienie wśród aktorów | Haruyuki Arita (Accel World); Amata Sora (Aquarion Evol)                 | [ 3 ]  |
| 2012 | Tokyo Anime Award | Najlepszy aktor głosowy            | Alibaba Saluji (Magi: The Labyrinth of Magic)                            | [ 4 ]  |
| 2013 | Nagroda Seiyū     | Najlepszy aktor pierwszoplanowy    | Eren Jaeger (Atak Tytanów)                                               | [ 5 ]  |
| 2013 | Anime Grand Prix  | Najlepszy aktor głosowy            | Finnian (Kuroshitsuji); Akina Hiizumu (Yozakura Quartet)                 | [ 6 ]  |
| 2014 | Nagroda Seiyū     | Najlepszy aktor pierwszoplanowy    | Haruyuki Arita (Accel World)                                             | [ 7 ]  |
| 2014 | Anime Grand Prix  | Najlepszy aktor głosowy            | Eren Jaeger (Atak Tytanów); Yōta Yokodera (Hentai ōji to warawanai neko) | [ 8 ]  |